# Alien: Covenant
Alien: Covenant (Deutsch „Bündnis“) ist ein US-amerikanischer Science-Fiction-Film des Regisseurs Ridley Scott aus dem Jahr 2017. Der Kinostart in Deutschland war am 18. Mai 2017; in den USA kam der Film einen Tag später in die Kinos.
Der Film ist der sechste Teil der Alien-Filmreihe, welche im Jahr 1979 mit dem ebenfalls unter Scotts Regie entstandenen Werk Alien – Das unheimliche Wesen aus einer fremden Welt begann und ist eine direkte Fortsetzung des Films Prometheus – Dunkle Zeichen aus dem Jahr 2012. Er handelt von einer Raumschiffbesatzung, die sich Anfang des 22. Jahrhunderts mit dem Raumschiff Covenant auf einer Kolonisations-Mission befindet und spielt elf Jahre nach den Ereignissen in Prometheus.

## Handlung
In einem weißen Raum mit Blick auf einen See wird ein soeben aktivierter Androide von Peter Weyland, dem Tycoon, der sich selbst als dessen „Vater“ bezeichnet, nach seinem Namen gefragt. Der Android entscheidet sich für den Namen David, nach der Statue von Michelangelo, die sich in dem Raum befindet. Weyland sagt, dass die beiden eines Tages gemeinsam den Schöpfer der Menschheit finden werden. David bringt zur Sprache, dass Weyland sterblich ist, er selbst jedoch nicht, was Weyland sichtlich irritiert.
Viele Jahre später, am 5. Dezember 2104, ist das Kolonieschiff USCSS Covenant mit 2.000 Kolonisten, die sich im Hyperschlaf befinden und 1.140 menschlichen Embryonen unterwegs zu dem entfernten Planeten Origae-6. Der Androide Walter, bei dem es sich um ein weiterentwickeltes Modell als David handelt, der jedoch über dasselbe Erscheinungsbild verfügt, überwacht das Schiff. Die restlichen 14 Besatzungsmitglieder werden aus ihrem mehrjährigen Kälteschlaf geweckt, nachdem ein von einem nahen Stern ausgehender Neutrinosturm das Schiff während einer Sonnensegel-Energieaufladung getroffen und beschädigt hat. Jake Branson, der Captain der Covenant, stirbt bei diesem Zwischenfall, und Christopher Oram übernimmt das Kommando.
Als man den Funkspruch einer unbekannten Frau empfängt, lenkt dies die Aufmerksamkeit der Crew auf einen Planeten, den sie für noch besser für ihre Mission geeignet hält als den eigentlich angesteuerten, da die Reise dorthin für Besatzung und Kolonisten weitere sieben Jahre im Tiefschlaf bedeuten würde.
Während die von dem Piloten Tennessee gesteuerte Covenant im Orbit des Planeten bleibt, landen elf Mitglieder der Crew mit einer Raumfähre auf dessen Oberfläche. Sie entdecken ein gestrandetes außerirdisches Raumschiff, in dem sie persönliche Dinge der Besatzung der Prometheus finden.
Auf dem Planeten dringen fremdartige Sporen in Körperöffnungen der Besatzungsmitglieder Ledward und Hallett ein. Zwei außerirdische parasitäre Wesen bilden sich binnen kurzer Zeit in ihnen heran und bersten aus ihnen hervor, wobei beide sterben. Karine Oram wird von einem der Wesen tödlich verletzt. Als Maggie Faris versucht, die Kreatur zu töten, kommt es dabei zu einer Explosion, die das Landungsschiff zerstört und sie das Leben kostet. Als die Crew kurz darauf eines der inzwischen ausgewachsenen Wesen töten kann, dann jedoch auch von dem zweiten angegriffen wird, nähert sich eine Person und vertreibt den Angreifer mit einer Leucht- und Tonsignalpistole. Es handelt sich um den Androiden David, den einzigen Überlebenden der Prometheus-Expedition, der die letzten zehn Jahre allein auf dem Planeten verbracht hat.
David bietet der Besatzung der Covenant Unterschlupf an und behauptet, dass, als er und Elizabeth Shaw auf dem Planeten angelangt sind, versehentlich ein Pathogen aus dem Schiff freigesetzt wurde, das sämtliche Tiere getötet hat, und dass Shaw ums Leben kam, als das Schiff abstürzte. Ein starkes Unwetter macht derweil jede Kommunikation mit der Covenant unmöglich, und die Crew ist gezwungen, vorerst bei David zu bleiben.
David zeigt Kapitän Oram die Resultate seiner genetischen Experimente und erklärt, dass diese bisher aufgrund einer fehlenden Zutat behindert worden seien. Oram folgt David in eine tiefere Kammer, wird dort von einem spinnenartigen Wesen (Facehugger) angefallen und verliert das Bewusstsein. Als er wieder erwacht, bohrt sich eine neuartige Kreatur von innen durch seine Brust, wodurch er getötet wird.
Walter äußert gegenüber David den Verdacht, dass dieser das Pathogen damals absichtlich freigesetzt hat. Anstatt dies eindeutig zu bestätigen oder zu verneinen, drückt David seine starke Verachtung für die Menschheit aus. Walter sagt, dass er es nicht zulassen kann, dass David den Planeten verlässt, doch diesem gelingt es, Walter zu deaktivieren.
Lope wird ebenfalls von einem Facehugger angefallen. Als Cole diesen von seinem Gesicht schneidet, verätzt dessen Blut Lopes linke Wange. Plötzlich taucht das inzwischen ausgewachsene neuartige Wesen auf und tötet Cole, während Lope entkommen kann.
Als Daniels David mit ihrem Verdacht konfrontiert, er habe etwas mit Shaws Tod zu tun gehabt, greift David sie an. Walter, der sich selbst reaktivieren konnte, eilt ihr zu Hilfe und zwischen den beiden Androiden kommt es zum Kampf, während Daniels und Lope flüchten. Als die beiden Überlebenden sich zusammen mit Walter auf einen Lastentransporter retten, der von Tennessee auf den Planeten gesteuert wurde, springt auch das neuartige Wesen an Bord. Daniels kann es mithilfe einer mechanischen Greifkralle zerquetschen. 
Zurück an Bord der Covenant wird Daniels später von dem Schiffscomputer Mutter geweckt, der an Bord ein fremdes Wesen registriert hat. Dieses ist in Lope herangewachsen und tötete ihn ebenfalls durch Ausbruch aus seiner Brust. Es handelt sich um eine Kreatur derselben Spezies wie jene, welche in Oram herangewachsen ist. Ricks und Upworth werden beim Sex in den Duschräumen von dem Wesen getötet. Mithilfe von Tennessee gelingt es Daniels, das Wesen auf das Terraforming-Deck zu locken und mittels einer Luftschleuse ins Weltall zu katapultieren.
Die Covenant nimmt wieder Kurs nach Origae-6 und die überlebenden zwei Besatzungsmitglieder begeben sich in ihre Schlafkapseln, während Walter abermals über sie wachen soll. Kurz bevor sie in Tiefschlaf fällt, wird Daniels bewusst, dass es sich bei dem Androiden in Wahrheit um David handelt, der sich seit ihrer Flucht von dem fremden Planeten für sein Nachfolgemodell ausgegeben hat. David platziert zwei vorgezüchtete „Face-Hugger“-Embryonen, die er in sich an Bord der Covenant geschmuggelt hat, in der Kühllagerung des Schiffes, lässt Mutter den Einzug der Götter in Walhall aus Wagners Rheingold abspielen und betritt den Bereich der Schiffes, in dem sich die schlafenden Kolonisten und die Kühllagerung mit den Embryonen befinden. In einem Funkspruch teilt er mit, dass bei einem Unglück alle Besatzungsmitglieder bis auf Daniels und Tennessee ums Leben gekommen seien und er sich nun auf dem Weg nach Origae-6 befinde.

## Produktion

### Produktionsgeschichte
Nachdem man den Film anfänglich schlicht als Prometheus 2 und später als Alien: Paradise Lost angekündigt hatte, wurde im November 2015 bekannt, dass der offizielle Titel Alien: Covenant lauten soll. Auch die Handlung des Films wurde in dieser Phase überarbeitet. Ebenfalls im November 2015 veröffentlichte 20th Century Fox einen kurzen Handlungsabriss zum Film. Der Filmtitel Alien: Covenant verweist auf das „Land of the Covenant“. „Covenant“ heißt „Bund“, im Sinn von „Alter Bund“, ein Wort, das vor allem in der Bibel gebraucht wird und den Bund zwischen Gott und den Menschen bezeichnet.

### Stab und Besetzung

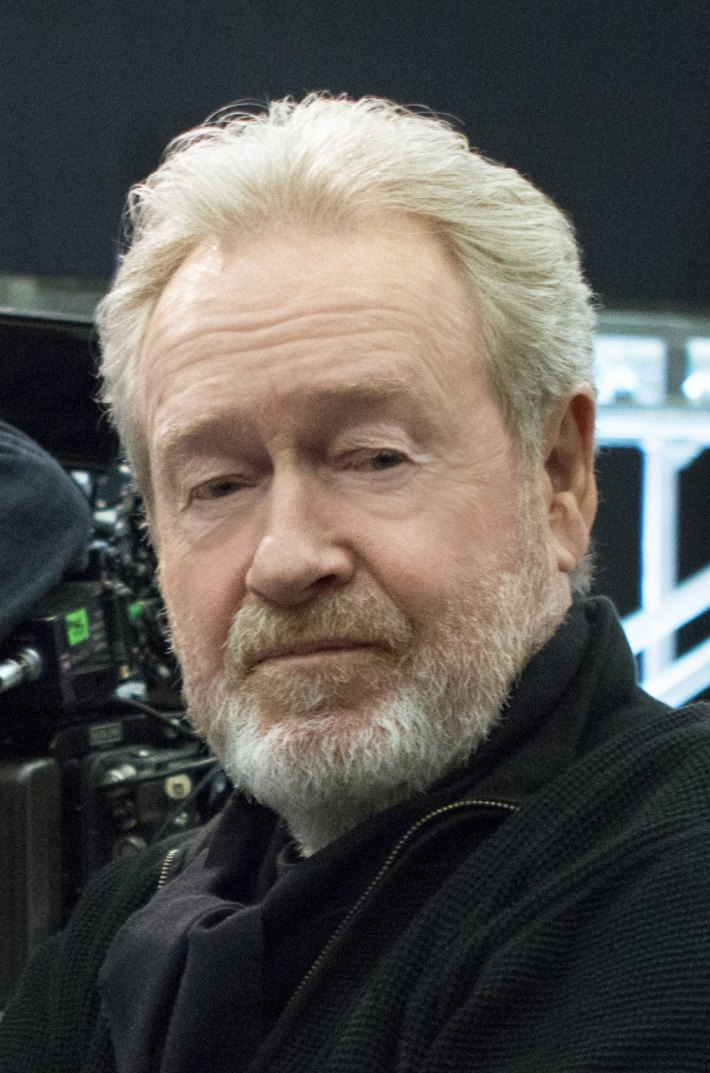
Regisseur Ridley Scott

Als Regisseur fungierte wieder Ridley Scott, der zuvor bereits bei zwei Filmen der Alien-Reihe diese Arbeit übernahm. Als Autoren für die Geschichte konnten Michael Green und Jack Paglen gewonnen werden, wobei Paglen bereits im Fall von Transcendence an einem Science-Fiction-Film gearbeitet hatte. Das Drehbuch wurde von John Logan und Dante Harper geschrieben. Auf die Frage, warum Science-Fiction beziehungsweise der Weltraum so gut geeignet dafür sind, um über die Rolle der Menschheit oder über die grundlegenden Fragen der menschlichen Existenz zu diskutieren, antwortete Scott: „Der Weltraum ist so eine Leere. Und die Religion hat uns gelehrt uns schuldig zu fühlen. Ich glaube zwar selbst nicht mehr an Gott, aber fühle mich immer noch unglaublich schuldig – und weiß nicht einmal wofür! […] Die Logik, dass etwas da draußen sein muss, eine Kraft, die viel weiter und mächtiger ist als wir, hat für mich Sinn.“ Diese grundlegenden Fragen ließen auch Logan und Harper in das Drehbuch einfließen, so während einer Unterhaltung zwischen Walter und David, in der sie die beiden den kompletten Text von Percy Shelleys Gedicht „Ozymandias“ aus dem Jahr 1817 zitieren lassen.
Nachdem Michael Fassbender bereits 2014 angekündigt hatte, in der Fortsetzung von Prometheus mitwirken zu wollen, bestätigte Scott dies im September 2015 offiziell. Fassbender übernahm wieder die Rolle des Androiden David und spielt zudem dessen weiterentwickelte Version Walter. Die Rolle des zentralen weiblichen Charakters, der Terraforming-Expertin Daniels, wurde mit Katherine Waterston besetzt. Weitere Neuzugänge sind Demián Bichir als Sergeant Lope, Nathaniel Dean als ihr Mann, Danny McBride in der Rolle des Piloten Tennessee, Billy Crudup, der den ersten Offizier Christopher Oram spielt, der in den Rang des Captains aufrückt, Carmen Ejogo, die Orams Frau Karine spielt, Jussie Smollett, Amy Seimetz und Callie Hernandez. Im Februar 2016 wurde bekannt, dass der australische Schauspieler Alex England eine Rolle im Film erhalten hatte. Im März 2016 stieß Ben Rigby zur Crew. Wie im Oktober 2016 bekannt wurde, ist Guy Pearce im Film, wie bereits in Prometheus – Dunkle Zeichen, in der Rolle von Peter Weyland zu sehen, dem milliardenschweren Gründer von Weyland Corp., der die Prometheus-Expedition von Dr. Elizabeth Shaw zum Planetoiden LV-223 finanzierte. James Franco übernahm im Film die Rolle von Captain Jake Branson, der gleich zu Beginn des Films in seiner Schlafkapsel ums Leben kommt und praktisch nur auf Fotos und in Videos zu sehen ist.

### Synchronisation
Die deutschsprachige Synchronisation entstand bei der Interopa Film nach einem Dialogbuch von Klaus Bickert und unter der Dialogregie von Axel Malzacher.
| Rolle             | Schauspieler        | Synchronsprecher |
| ----------------- | ------------------- | ---------------- |
| Walter / David    | Michael Fassbender  | Norman Matt      |
| Daniels           | Katherine Waterston | Yvonne Greitzke  |
| Christopher Oram  | Billy Crudup        | Peter Flechtner  |
| Tennessee         | Danny McBride       | Michael Iwannek  |
| Sergeant Lope     | Demián Bichir       | Carlos Lobo      |
| Karine Oram       | Carmen Ejogo        | Maja Maneiro     |
| Ricks             | Jussie Smollet      | Nico Sablik      |
| Upworth           | Callie Hernandez    | Anne Helm        |
| Faris             | Amy Seimetz         | Magdalena Turba  |
| Ledward           | Benjamin Rigby      | Erik Range       |
| Peter Weyland     | Guy Pearce          | Philipp Moog     |
| Hallett           | Nathaniel Dean      | Tobias Kluckert  |
| Rosenthal         | Tess Haubrich       | Julia Kaufmann   |
| Stimme von Mutter |                     | Dana Friedrich   |

### Dreharbeiten und Ausstattung

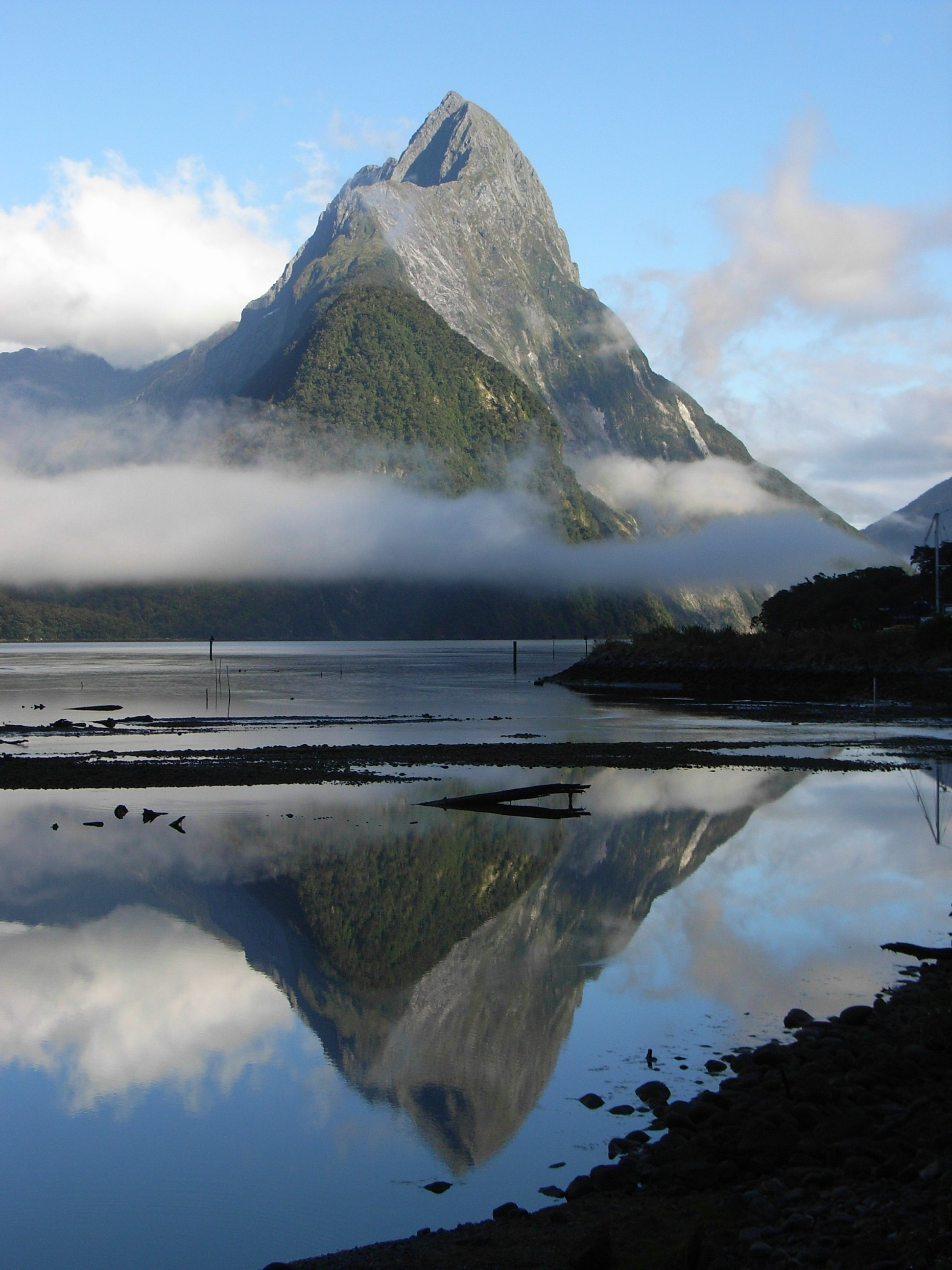
Einer der Drehorte: am Mitre Peak im Fiordland-Nationalpark, Neuseeland

Nachdem Scott im November 2015 bestätigt hatte, den Film im australischen New South Wales drehen zu wollen, begannen die Dreharbeiten am 4. April 2016 im neuseeländischen Fiordland-Nationalpark. Sie fanden auf 16 Wochen verteilt statt, im weiteren Verlauf auch in den Fox Studios in Sydney. In New South Wales waren neben Moulin Rouge zuvor auch einige andere von 20th Century Fox produzierte Filme gedreht worden. Ende März 2016 wurde das Set am neuseeländischen Mitre Peak im Fiordland-Nationalpark aufgebaut. Gleichzeitig kursierten erste Fotos der Vorbereitungen zu den Dreharbeiten. Zu Beginn der Comic-Con in San Diego am 19. Juli 2016 waren die Dreharbeiten abgeschlossen. Die Produktionskosten des Films beliefen sich auf 111 Millionen US-Dollar.
Chris Seagers fungierte als Production Designer des Films. Die Idee für „The Hall of Heads“, einen monumentalen Abschnitt des Tempels, der von riesigen Köpfen gesäumt ist, war laut Seagers diese: Die Köpfe sollten dem heiligen Ort eine Anmutung von Geschichte geben und ihn zu einer Stätte machen, an der die Konstrukteure ihren geistigen Nachlass aufbewahrten. Laut Scott könnten die Köpfe die von weisen Männern aus einem uns überlegenen Volk sein.

### Technisches Equipment und Kostüme

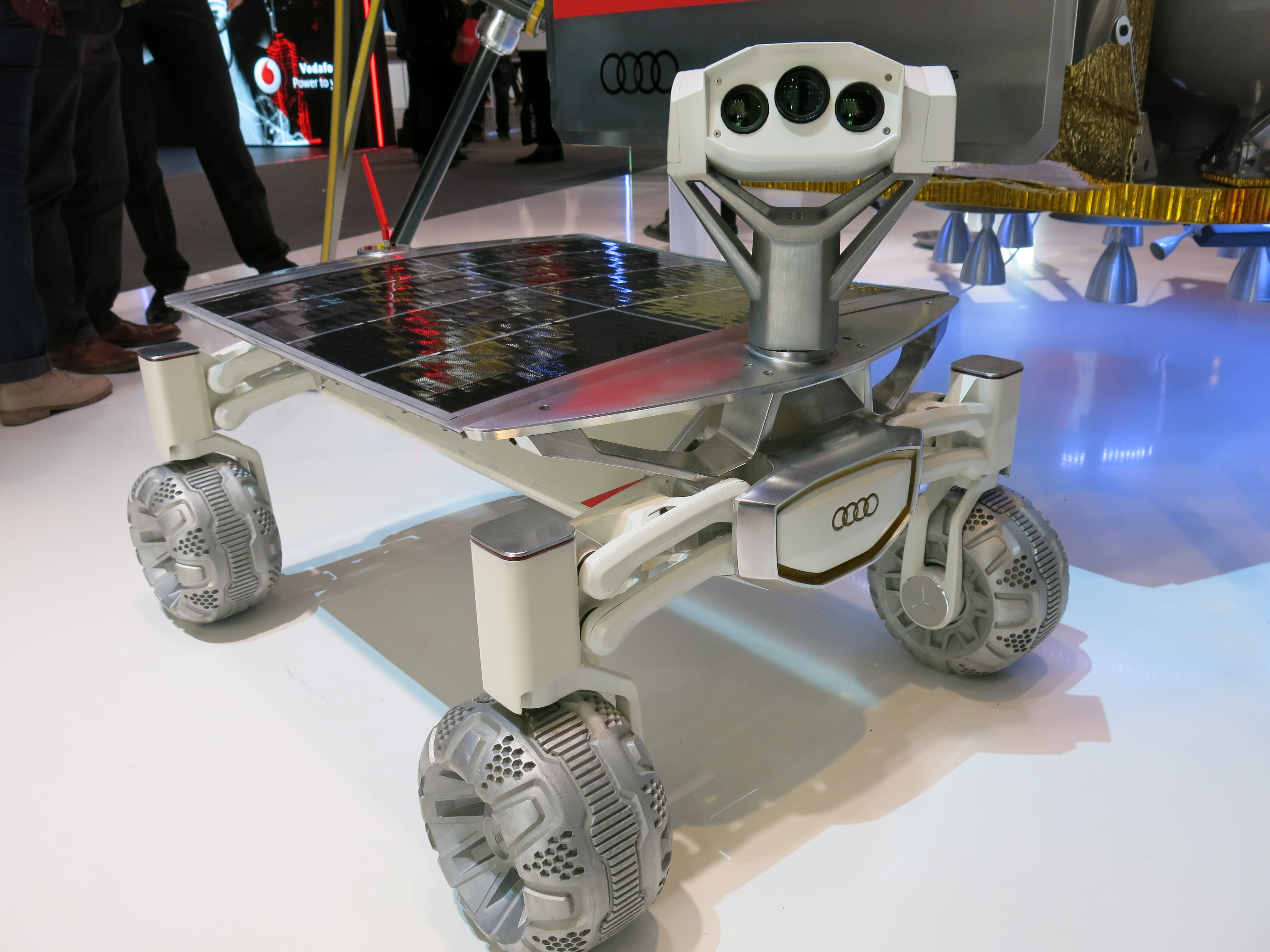
Audi stellte für den Film einen von Part-Time Scientists entwickelten Lunar Quattro (hier bei der CeBIT 2017) zur Verfügung, der der Besatzung der Covenant bei der Erkundung fremder Planeten helfen soll

Wissenschaftler und Techniker der Firma Part-Time Scientists, eines deutschen Forschungs- und Entwicklungsunternehmens im Bereich der Raumfahrt, entwickelten den Audi Lunar Quattro zur Erkundung fremder Planeten. In Kooperation mit dem Automobilhersteller Audi wurde dieses Spezialfahrzeug für den Film zur Verfügung gestellt und soll hierin der Besatzung der Covenant bei der Erkundung fremder Planeten helfen. Der Audi Lunar Quattro unterstützt Maggie Faris im Film während der Covenant-Mission beim Navigieren und Prüfen des unbekannten Geländes eines Planeten. Der Audi Lunar Quattro besteht zu 85 Prozent aus Aluminiumbauteilen, die von Audi in den Metall-3D-Druckanlagen in Ingolstadt produziert wurden. Der Rover wird durch ein schwenkbares Solarpanel mit Energie versorgt und von einer intelligenten Antriebstechnik bewegt. Die Integration des Audi Lunar Quattro in den Film war Teil einer Kooperation zwischen der Produktionsgesellschaft 20th Century Fox und Audi.
Für die Kostüme war die US-amerikanische Kostümdesignerin Janty Yates verantwortlich, mit der Scott seit 2000 zusammenarbeitet und die für Gladiator im Jahr 2001 den Oscar für das beste Kostümdesign erhalten hatte. Yates und ihr Team hatten die Arbeit im August 2015 aufgenommen. Für den Film hatte die Besatzung der Covenant Bekleidung in einem neuen Design erhalten. Der britische Modedesigner Craig Green entwarf für die Besatzung der Covenant khakifarbene, utilitaristische Uniformen. Beim Design der klobigen und aufwendig gestalteten gelben Raumanzüge, die die Crew bei ihren Außeneinsätzen im Weltall tragen muss, versuchte man, realistische Technologien mit dem Praktischen zu vereinen.

### Entwürfe, Spezialeffekte und Filmmusik

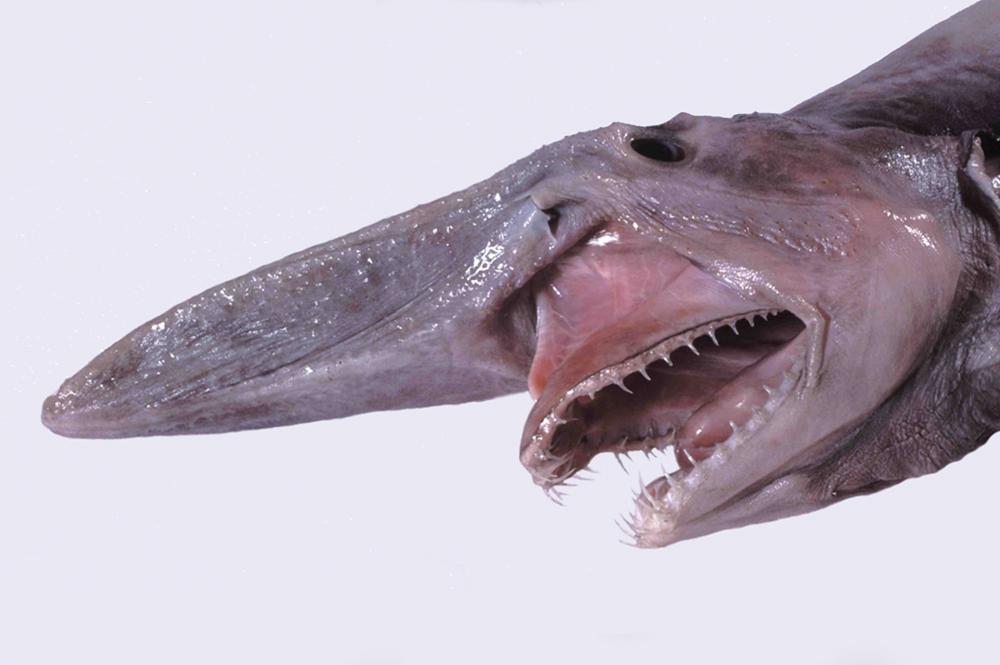
Die Physiognomie des Neomorphs wurde vom Koboldhai inspiriert

Ian Gracie war als Supervising Artdirector zuständig. Unter anderem die Concept Artists Steve Burg und Dane Hallett unterstützten ihn. Sie waren bereits im Einsatz für den Vorgängerfilm Prometheus – Dunkle Zeichen
Als Special Effects Supervisor agierte Dan Oliver, der für seine Arbeit an Mad Max: Fury Road aus dem Jahr 2016 für einen Oscar nominiert war. Die erstmals im Film Alien: Covenant in Erscheinung tretenden, von ihm und seinem Team am Computer entwickelten Neomorphe sind eine Variante der Xenomorphe, außerirdischen Wesen aus den vorherigen Alien-Filmen. Die Neomorphe besitzen eine weiß-graue Haut mit einem etwas lichtdurchlässigen Aussehen und eine große Anzahl von silbrigen Reißzähnen, die kreisförmig erscheinen, wenn sie geschlossen sind. Sie laufen auf allen Vieren, können aber auf zwei Beinen stehen, wenn sie ausgewachsen sind. Wie auch die Xenomorphe verfügen sie über säureartiges Blut, das sich durch Stein und Metall ätzt. Die Bezeichnung „Neomorph“ wurde im Oktober 2016 erstmals versehentlich von Schauspieler Michael Fassbender in einem Interview mit Mark Goodier auf BBC Radio 2 enthüllt. Für die Gestaltung der Neomorphe wurde ein verworfenes Designkonzept der Alien-Filmreihe verwendet. Ihre Physiognomie wurde vom Koboldhai inspiriert.
Mit der Komposition der Filmmusik war zunächst Harry Gregson-Williams beauftragt. Im Oktober 2016 gab der Komponist jedoch auf Nachfrage bekannt, aus Termingründen nicht mehr dabei zu sein. Seine Arbeit übernahm Jed Kurzel. Der Soundtrack zum Film umfasst 22 Stücke und wurde am 19. Mai 2017 von Milan Records veröffentlicht. Ein Ende 2016 veröffentlichter Trailer zum Film war mit einer Akustikversion des Liedes Nature Boy von Nat King Cole aus dem Jahr 1948 unterlegt, das von der norwegischen Singer-Songwriterin Aurora Aksnes neu eingesungen wurde. Der im Film gespielte, teils verzerrte und durch Funkstörungen nur undeutlich vernehmbare Song Take Me Home, Country Roads von John Denver war bereits in einem Trailer zum Film zu hören.

### Marketing und Veröffentlichung
Am 26. April 2016 veröffentlichte 20th Century Fox via Twitter zwei Tweets zum Film. Ein Bild im ersten Tweet zeigte ein Missionsabzeichen, das im Film von der Besatzung an der Uniform getragen wird und den Namen des Kolonieschiffs Covenant enthält. Das Foto im zweiten Tweet zeigte einen in Form von Konzeptkunst dargestellten Xenomorph, der eine Variation vorheriger Aliens der Filmreihe ist. Am 20. Mai 2016 wurden erste Setfotos veröffentlicht, die unter anderem Körper zeigen, die leblos auf einem tempelartigen Gebäude liegen und wirken, als seien sie zu Stein erstarrt. Michael Fassbender sagte Ende Juli 2016 in einem Interview, dass Alien: Covenant im Vergleich zum Vorgänger Prometheus um einiges gruseliger ausfallen würde: Er hat mehr von einem Thriller, bei dem man das Gefühl hat, eine große Katastrophe droht, wie es bei Alien war. Hierdurch ist es irgendwie eine wunderschöne Zusammenführung der beiden Filme. […] ich glaube er wird super furchteinflößend. […] Er wird einen im Kino erschaudern lassen.
Am 24. November 2016 wurde das erste Filmposter mit einem in Nahaufnahme abgebildeten Xenomorph unter dem Schriftzug „Run“ (deutsch: „Lauf“) veröffentlicht. Im Februar 2017 wurde mit Prologue: Last Supper ein Kurzfilm zu Alien: Covenant veröffentlicht. Dieser ist zwar nicht offiziell ein Teil des Films, allerdings führte bei dem Kurzfilm Luke Scott Regie, Ridley Scotts Sohn, und darin sind Schauspieler aus Alien: Covenant wie Michael Fassbender, James Franco und Katherine Waterston zu sehen, die als Mitglieder der Mannschaft eine Party feiern, bevor sie sich in den Kryoschlaf begeben, aus dem sie zu Beginn des Films erwachen. Ein Ende April 2017 veröffentlichter weiterer Kurzfilm setzt dort an, wo Prometheus endet und bildet damit einen Prolog zu Alien: Covenant. Dieser zeigt wie Elizabeth den Androiden wieder repariert und sich später in eine Schlafkapsel begibt. David bleibt hingegen wach und landet schließlich auf dem Heimatplaneten der Konstrukteure. Stellenweise wurde gemutmaßt, dass es sich dabei ursprünglich um ein alternatives Ende des Vorgängerfilms handelt.
Ridley Scott sagte, dass diese weiteren Produktionen, die per Twitter und im Internet verbreitet wurden, den Film bewerben sollten: „Es wird so viel Geld in Fernsehwerbung investiert – teilweise frisst die weltweite Werbung für Blockbuster dieselbe Menge an Geld wie die Produktionskosten eines ganzen Films. Das Internet ist als Werbeplattform hingegen kostenlos. Während wir den Film gedreht haben, kam uns die Idee für diesen kurzen Clip mit Michael Fassbender. Wir haben den Film nicht einmal erwähnt. Wir wollten die Leute einfach neugierig machen.“
Wie im Februar 2016 bekannt wurde, hat man den US-Kinostart des Films vom 6. Oktober 2017 auf den 4. August 2017 vorverlegt. Im November 2016 hat 20th Century Fox den angestrebten US-Kinostart noch einmal um drei Monate vorgezogen, auf den 19. Mai 2017. Einen Tag zuvor lief der Film in Deutschland und Österreich an. In China startete der Film am 16. Juni 2017. Bereits am 4. Mai 2017 feierte der Film in London seine Premiere.
Im Mai veröffentlichte 20th Century Fox für Alien: Covenant das VR-Special Alien: Covenant: In Utero, das sich unter anderem auf der Oculus-Plattform oder mit der Samsung Gear VR nutzen lässt. Das VR-Special entstand unter der Regie von David Karlak und wurde von Ridley Scott produziert. Es beinhaltet eine Begegnung mit einem Neomorph im Augenblick seiner Geburt (die im Film zu sehenden, aus Sporen erwachsenden Kreaturen). Nutzer können dabei aus der Perspektive des Neomorphs die Umgebung erkunden. Um den Kinostart von Alien: Covenant herum hatte 20th Century Fox die Virtual Reality Experience zwischen 12. und 21. Mai 2017 zudem auf einer Kinotour durch sechs deutsche Städte präsentiert und stellt diese auch im Rahmen der Internationalen Filmfestspiele von Cannes vor.

## Rezeption

### Altersfreigabe
In Deutschland ist der Film FSK 16. In der Freigabebegründung heißt es: „Der Film baut langsam Spannung auf, bevor die Dramatik sich mehr und mehr steigert. Dabei arbeitet er mit typischen Genre-Elementen und weist eine klare Gut-Böse-Zeichnung mit einer differenziert gezeichneten Protagonistin auf. […] Jugendliche ab 16 sind in der Lage, diese nie selbstzweckhaft ausgespielten Passagen in den eindeutig phantastischen Kontext einzuordnen und sich ausreichend zu distanzieren. Da der Film zudem in Gestalt seiner Heldin Werte wie Solidarität und Empathie betont, ist für die Altersgruppe keine negative Wirkung zu befürchten.“

### Kritiken
Die Rezensionssammlung Rotten Tomatoes listet 406 Kritiken, von denen 65 Prozent positiv ausfallen. Die Durchschnittsbewertung liegt bei 6,3 von 10 Punkten.
Michael Pekler von derStandard.at sagt, Ridley Scott nehme sich ausreichend Zeit für den beinahe bedächtig anmutenden Prolog, streue Hinweise, lege erste Fährten und inszeniere das popkulturelle Funksignal, das im Film als Lockruf funktioniert, mit bissigem Humor.
Frank Schnelle von epd Film meint Alien: Covenant spielt durchaus geschickt mit den Motiven der Reihe und vor allem Scotts Ur-Alien und James Camerons waffenstarrendes Sequel werden im Film immer wieder zitiert und variiert: „Wenn die Raumfahrer dann auf dem ziemlich erdähnlichen fremden Planeten ankommen, beginnt einerseits das vertraute Zehn-kleine-Jägermeister-Spiel, bei dem jeder unverzüglich eliminiert wird, der sich mit einem »Ich geh mich mal frisch machen« von der Gruppe entfernt.  Andererseits gelingt es dem Drehbuch von John Logan und Dante Harper, komplettes Neuland zu betreten.“
In einer Filmkritik der dpa heißt es über Michael Fassbender in der Doppelrolle von David und Walter, das Multitalent sei die perfekte Besetzung für die undurchsichtigen Androiden: „Ihre Neugier, ihre Erkenntnisse, ihre androiden Empfindungen – alles verfolgt man darin aufs Feinste. Dass man künstlichen Menschen nicht trauen soll, weiß man seit dem ersten Alien-Film. Doch wenn man dieses Gesicht ansieht, weiß man gar nichts mehr sicher, denn darin finden sich für jeden möglichen Fortgang Hinweise.“ Über Katherine Waterston ist in der Kritik zu lesen, diese verkörpere ebenso intensiv die mitleidsvolle und mitleiderregende Daniels, die mit ihrem instinktiven Argwohn gegenüber jener neuen Welt völlig recht behält und in deren großen wässrigen Augen sich jeder einzelne Trauerfall vielfach vergrößert spiegele.

### Vergleich mit den Vorgängerfilmen
Johannes Hahn von Robots & Dragons ist der Ansicht, der Film sei ein würdiger Nachfolger zur Alien-Reihe und mache nicht dieselben Fehler wie sein Vorgänger Prometheus – Dunkle Zeichen, wodurch er Fans definitiv zufrieden stellen dürfte. So richtig gut sei der Film dennoch nicht, weil seine sehr straffe Erzählung die zahlreichen Rätsel übergehe, die der Film in seiner Geschichte streut. Es werde kaum Zeit darauf verwendet, in der durch die Andeutungen erzeugten Atmosphäre der Angst zu baden, so Hahn. Zudem stellt sich für ihn die Frage, ob auch Neulinge im Alien-Universum Spaß am Film haben können, und Hahn glaubt, es helfe, zumindest Prometheus gesehen zu haben. Die anderen Teile der Filmreihe seien nicht unbedingt nötig, so Hahn, doch erhalte Alien: Covenant wesentlich mehr Würze, wenn man die Rückbezüge auf vorherige Teile auch einordnen kann.
Andreas Borcholte von Spiegel Online meint, Prometheus habe seine Schwächen gehabt, was Dramaturgie und Plausibilität betrifft, wirke aber in der Rückschau inspirierter und mutiger als so ziemlich alles, was Alien: Covenant zu bieten habe: „Alien: Covenant tut sich schwer genug, die Ereignisse von Prometheus auch nur ansatzweise logisch zu verarbeiten. In der Mythologie der Reihe werden hier mehr Fragen aufgeworfen als beantwortet, manches erscheint nachgerade unsinnig. Zudem schleppt der auf physische Alien-Action getrimmte Film schwer an seinem metaphysischen Ballast. Originalität und Spannung bleiben dabei auf der Strecke.“

### Einspielergebnis
Nach seinem Start erreichte der Film unter anderem in den USA, in China, in Deutschland, in Russland, im Vereinigten Königreich, in Australien und in Südkorea Platz 1 der Kino-Charts. Den Produktionskosten in Höhe von rund 111 Millionen US-Dollar stehen weltweite Einnahmen von bislang 240,9 Millionen US-Dollar gegenüber, womit sich Alien: Covenant auf Platz 40 der erfolgreichsten Filme des Jahres 2017 befindet. In Deutschland verzeichnete der Film bis August 2017 rund 597.000 Besucher.

### Auszeichnungen
Am 4. Dezember 2017 wurde bekannt, dass sich der Film in der Vorauswahl von 20 Filmen befindet, aus der die Academy of Motion Picture Arts and Sciences die Nominierungen für die Oscarverleihung 2018 in der Kategorie Beste visuelle Effekte bestimmen wird. Am 18. Dezember 2017 wurde bekannt, dass sich der Film auf der Shortlist mit 10 Filmen in dieser Kategorie befindet. Am selben Tag gab die Academy bekannt, dass sich Jed Kurzels Arbeit auf einer Shortlist befindet, aus der die Nominierungen in der Kategorie Beste Filmmusik erfolgen werden. Die folgende Auflistung enthält eine Auswahl der bekanntesten Preisverleihungen.
Satellite Awards 2017
- Nominierung für die Besten visuellen Effekte

Saturn-Award-Verleihung 2018
- Nominierung als Bester Science-Fiction-Film[74]

## Fortsetzungen
Einige Wochen vor der Premiere von Alien: Covenant teilte Ridley Scott mit, dass er genug Material für weitere Fortsetzungen habe, diese aber vom Erfolg des anstehenden Films abhängen. Möglich seien insgesamt ein bis zwei weitere Fortsetzungen. Darüber hinaus stellte er die Rückkehr von Sigourney Weaver in Aussicht. In einem Interview mit dem US-Ticketportal Fandango nannte Scott bereits den Titel des nächsten Films: Alien: Awakening. Dieser Teil soll zeitlich nach Covenant und vor Alien (1979) spielen und der letzte Teil der Prometheus-Covenant-Awakening-Trilogie sein. Die Umsetzung dieses Vorhabens galt jedoch als eher unwahrscheinlich.
Mitte 2024 erschien mit Alien: Romulus ein neuer Film, der das Franchise fortsetzt. Dieser wurde am 15. August 2024 in Deutschland und einen Tag später in den Vereinigten Staaten veröffentlicht und spielt zwischen den Filmen Alien (1979) und Aliens (1986).

## Trivia
Am 26. April 2016, dem Tag, an dem 20th Century Fox erste Fotos veröffentlichte, wurde der Alien Day gefeiert. Das Datum wurde in Anspielung auf den in Alien eingeführten Planeten LV-426 gewählt.
Am Ende des Films weist David den Bordcomputer Mutter an, die Schlussmusik „Einzug der Götter in Walhall“ aus Richard Wagners Rheingold ertönen zu lassen. David verortet diese rein orchestrale (und hier geraffte) Sequenz in „Rheingold, 2. Akt“. Das ist nicht korrekt, da dieses Musikdrama unterbrechungsfrei komponiert und nicht in Akte unterteilt ist. Allenfalls hätte der Android „Ende der 4. Szene“ angeben können.